# Ferden
Ferden je obec ve švýcarském kantonu Valais, okrese Westlich Raron. Žije zde 251 obyvatel.

## Geografie
Ferden leží v dolním údolí Lötschental, na úpatí hory Ferdenrothorn na řece Lonza, která je jižně od obce přehrazena a tvoří Ferdenskou přehradu. K Ferdenu patří také vesnice Goppenstein, kde se nachází jižní portál Lötschberského tunelu.
Od roku 2007 je Ferden součástí světového přírodního dědictví UNESCO Švýcarské Alpy Jungfrau-Aletsch.

## Historie

Ferden (1910)

V průsmyku Lötschenpass byly nalezeny šípové luky z doby bronzové a na kopci Kastel naproti obci byla roztroušena keramika z doby železné. Historie obce je úzce spjata s historií údolí Lötschental. Ve Ferdenu se nachází poměrně vzácná koncentrace pozdně středověkých staveb: tři dendrologicky datované hospodářské budovy (stodola, chlévy z let 1299–1303) a desítka obytných budov (15./16. století). První zmínka o obci pochází však až z roku 1380 jako Verdan.
Na návsi stojí stará kaple svaté Barbory z roku 1685 a reprezentativní dřevěné domy ze 17. a 18. století. V roce 1956 se Ferden odtrhl od údolní farnosti Kippel a byl postaven nový kostel. Pověstné bohatství obyvatel Ferdenu bylo založeno na vlastnictví lesů, produktivním zemědělství (Alpy) a poloze na jižním úpatí průsmyku Lötschenpass, který měl až do 18. století nadregionální význam. Po vybudování Lötschberského tunelu jako mezinárodní dopravní osy v letech 1906–1913 se Goppenstein (s olověnými doly využívanými od 15. století), který se nacházel na území obce, stal nakrátko po Sionu nejlidnatějším sídlem kantonu. V roce 1920 zde byla vybudována údolní silnice pro motorová vozidla. V meziválečném období se objevily možnosti výdělku v cestovním ruchu a chalupářství (tkalcovství), od 50. let 20. století vedly celkové socioekonomické změny k úpadku zemědělství (v roce 2003 pouze dva statky s plným pracovním úvazkem). Osoby zaměstnané ve 2. a 3. sektoru pracují většinou mimo domov; mnozí jsou zemědělci na částečný úvazek.

## Obyvatelstvo
| Rok            | 1850 | 1900 | 1950 | 2000 | 2010 | 2020 |
| Počet obyvatel | 178  | 249  | 349  | 286  | 261  | 247  |

## Doprava

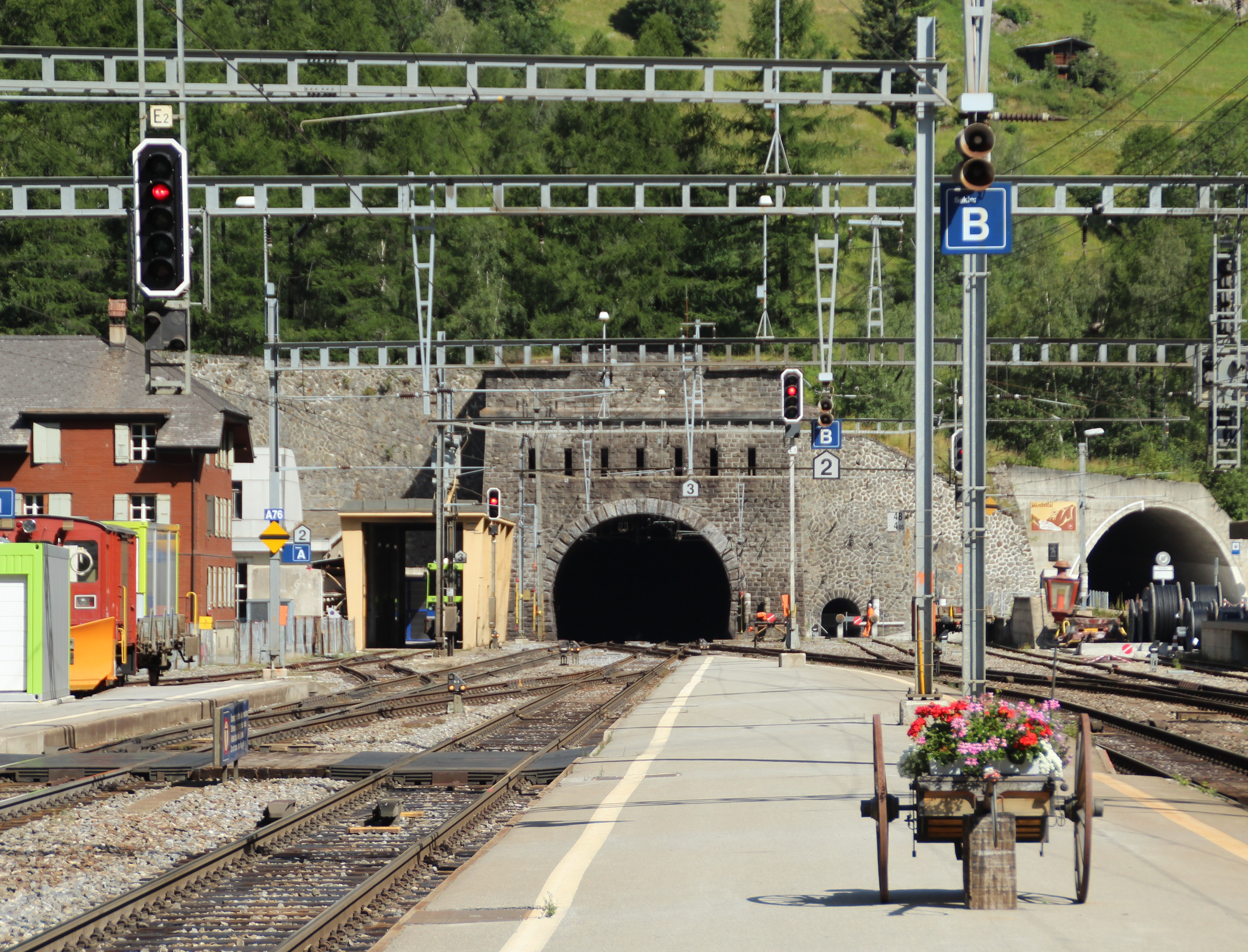
Železniční stanice Goppenstein s jižním portálem Lötschberského tunelu

Až do počátku 20. století byla obec dopravně velmi špatně dostupná. Vše se změnilo výstavbou Lötschberské dráhy ze Spiezu do Brigu, otevřené roku 1913. Ve vesnici Goppenstein vznikla železniční stanice, nacházející se u jižního portálu Lötschberského tunelu o délce přes 14 kilometrů, která se stala jedním z důležitých bodů na trati.
Z nádraží Goppenstein jezdí poštovní autobusové linky do Blattenu (v Lötschentalu), Gampelu a Stegu.